# 近藤洋介 (政治家)
近藤洋介（日语：／ Kondo Yosuke，1965年5月19日—）日本政治人物，現任民進黨所屬眾議院議員，民進党ネクスト経済産業大臣・政策調査会長代理・山形縣連代表。

## 生平
曾經擔任經濟產業副大臣（野田第3次改造内閣）、経済産業大臣政務官（鳩山由紀夫内閣・菅直人內閣）。父親是曾任勞動大臣的衆議院議員近藤鐵雄，故洋介是在他前往華盛頓特區國際貨幣基金會工作的時候誕下的。歸國後入讀山形縣立山形東高等學校，並且在慶應義塾大學法学部卒業，隨後進入日本經濟新聞社工作。

## 著作
- 『日米貿易摩擦ミクロの深層』 日本経済新聞社、1989年10月。ISBN 9784532089139
- 『官僚 - 軋む巨大権力』 日本経済新聞社、1994年7月。ISBN 9784532143084